# گاگور تپه
گاگور تپه مربوط به سده‌های اولیه و میانه دوران‌های تاریخی پس از اسلام است و در شهرستان ملایر، بخش جوکار، دهستان ترک شرقی، روستای طجر واقع شده و این اثر در تاریخ ۷ اسفند ۱۳۸۶ با شمارهٔ ثبت ۲۱۶۳۴ به‌عنوان یکی از آثار ملی ایران به ثبت رسیده است.